# And the Land of Fake Believe
And the Land of Fake Believe é o álbum de estreia da banda Eleventyseven, lançado a 16 de Maio de 2006.
| Críticas profissionais                                                      | Críticas profissionais |
| Avaliações da crítica                                                       | Avaliações da crítica  |
| Fonte                                                                       | Avaliação              |
| --------------------------------------------------------------------------- | ---------------------- |
| Jesus Freak Hideout                                                         | [ 1 ]                  |
| Allmusic                                                                    | [ 2 ]                  |
| Esta tabela precisa de ser acompanhada por texto em prosa. Consulte o guia. |                        |

## Faixas
1. "More Than a Revolution" - 3:11
2. "A Stellar Sayonara" - 2:50
3. "Nostalgiatopia" - 3:49
4. "Myspace" - 3:19
5. "Here with Me" - 2:49
6. "The Unicorn Revolt" - 3:26
7. "Anti-Adieu" - 3:11
8. "Odd's and Even Sos" - 3:27
9. "Teenage Heartbreak" - 2:42
10. "Yesterday's Glues" - 3:20
11. "Reach That Far" - 3:36

## Créditos
- Matt Langston - Vocal, guitarra
- Caleb Satterfield - Baixo, vocal de apoio
- Jonathan Stephens - Bateria, vocal de apoio